# Ceratinella playa
Ceratinella playa är en spindelart som beskrevs av Cokendolpher et al. 2007. Ceratinella playa ingår i släktet Ceratinella och familjen täckvävarspindlar. Inga underarter finns listade i Catalogue of Life.